# Heretaunga
Pour les articles homonymes, voir Plaines d'Heretaunga et Heretaunga.
La ville de Heretaunga est une banlieue de la cité d’Upper Hutt, située dans la partie inférieure de l’île du Nord de la Nouvelle-Zélande.

## Situation
Elle est localisée directement à côté de la banlieue de Silverstream, et les deux sont communément pensées comme étant fusionnées.
Vers le nord-est se trouve Trentham.
La banlieue est desservie par la gare de gare d’Heretaunga (en).
La banlieue de Heretaunga est une des plus anciennes banlieues de la vallée de Hutt et fut fondée en 1840 par les colons européens à la recherche d’un terrain dans la campagne .
Premier exemple de banlieue « arborée », Heretaunga est notable pour ses rues calmes, bordées d’arbres.
Elle est caractérisée par des grandes maisons, souvent de style Edwardien ou du milieu du XXe siècle.

## Histoire
La banlieue a de nombreux espaces verts, la plupart étant situés autour du site de Royal Wellington, du Wellington Golf Club et du Park du Memorial Trentham.
Le Royal Wellington Golf Club est basé dans Heretaunga depuis le 20 novembre 1906 après l’acquisition de 48,5 hectares des terrains de la famille Barton (les descendants de Richard Barton (en)) .

## Toponymie
Heretaunga tire son nom du mot en langue  Māori  du fleuve Hutt  tout proche, dénommé d’après le district de la région de Hawke's Bay  , .
Heretaunga est un nom en langage Māori avec here, qui signifie « attacher », et taunga, qui littéralement veut dire « être à la maison ».
C’est donc un endroit pour amarrer les canoës .